# بابكر الحلو
بابكر موسى الحلو الشهير باسم باكُمبا هو لاعب كرة قدم سوداني معتزل.

## المسيرة الكروية
بدأ مسيرته الكروية في نادي أبو عنجة الأمدرماني عام 1985 ولعب في صفوفه لثلاث مواسم قبل أن ينتقل إلى المريخ أحد أندية القمة في السودان وحقق معه العديد من الإنجازات أبرزها كأس الكؤوس الأفريقية 1989.
بعد قضائه 9 مواسم مع المريخ، قام الأخير بالاستغناء عن باكمبا في خطوة مفاجئة رغم أنه كان قائداً للفريق، لينتقل بذلك إلى غريمه التقليدي الهلال عام 1997 وهو العام الذي صادف إقامة أول مباراة قمة بين الهلال والمريخ وذلك لدعم المجهود الحربي. أقيمت المباراة في استاد الخرطوم وسط حضور جماهيري كبير والتي شهدت تألقاً لافتاً لبابكر الحلو وإحرازه لهدف المباراة الوحيد في مرمى فريقه السابق بطريقة مميزة في مرمى الحارس عبد العظيم الدش، كما فاز بجائزة رجل المباراة. وبذلك تمكن باكمبا بالثأر من فريق المريخ وإسعاد جماهير الهلال.
استمر باكمبا مع الهلال حتى عام 1999 وبعدها أعلن اعتزاله.

## الإنجازات

### المريخ
- دوري السودان العام (2): 1990، 1993.
- كأس السودان (5): 1988، 1991، 1993، 1994، 1996.
- كأس الكؤوس الإفريقية (1): 1989.
- كأس سيكافا للأندية (1): 1994.

### الهلال
- الدوري السوداني الممتاز (2): 1998، 1999.
- كأس السودان (1): 1998.